# Treinongeval bij Larissa
De treinbotsing bij Larissa vond plaats op 28 februari 2023, ten zuiden van de Tempi-vallei, nabij het dorp Evangelismos in Thessalië, een regio in Griekenland. Een intercitytrein die van Athene naar Thessaloniki reisde en vertraging had, kwam frontaal in botsing met een intermodale trein die op hetzelfde stuk spoor in tegengestelde richting reed, waardoor beide treinen gedeeltelijk ontspoorden.
Het is de dodelijkste spoorwegramp in de Griekse geschiedenis, met 57 doden, meer dan 85 gewonden en ongeveer 50 tot 60 lichamen die vermist of niet geïdentificeerd zijn.

## Achtergrond
Passagierstrein InterCity 62, die om 19:22 uur van Athene naar Thessaloniki zou vertrekken, verliet het station een paar minuten achter op schema om ongeveer 19:30 uur EET (17:30 UTC), met ongeveer 350 passagiers. Deze trein werd geëxploiteerd door Hellenic Train, een dochteronderneming van Ferrovie dello Stato Italiane. De trein zou om 23:35 uur aankomen op het station van Thessaloniki. Tegelijkertijd reed een goederentrein met verschillende platte wagens geladen met containers en plaatstaal van Thessaloniki naar Larissa, getrokken door HellasSprinter-locomotief.
Eerder op dezelfde dag had een explosie in het elektriciteitsnet op het treinstation van Palaiofarsalos tot gevolg dat de bovenleiding op een andere intercitytrein viel, wat leidde tot verschillende vertragingen op de lijn. De rampplek lag net naast een viaduct van de A1-snelweg, op een stuk lijn dat in 2003 werd geopend als onderdeel van een lijnherbouwprogramma dat gericht was op het segment van Larissa naar Thessaloniki van de hoofdlijn.
Vanwege vertragingen bij de implementatie van het European Train Control System (ETCS) is er een enkel blokgedeelte van het uitgangssein bij Larissa naar het ingangssein bij Neoi Poroi, waardoor de lijndoorvoer wordt beperkt tot zeven treinen per uur per enkele reis. De implementatie van ETCS was oorspronkelijk gepland voor 2020, maar zal nu naar verwachting eind 2023 voltooid zijn.

## Botsing
De botsing tussen de twee treinen vond plaats op de hoofdlijn Athene-Thessaloniki, die wordt geëxploiteerd door OSE, de Griekse nationale spoorwegmaatschappij. Het gedeelte waar het ongeval plaatsvond, gelegen 27,3 kilometers ten noorden van Larissa, was dubbelsporig en voorzien van automatische besturingen, maar wissels en seinen werden nog handmatig bediend. Vlak voor middernacht botsten de passagierstrein en de goederentrein frontaal op elkaar in de buurt van Evangelismos. In een interview met ERT meldde de gouverneur van Thessalië, Kostas Agorastos, dat de eerste vier rijtuigen van de passagierstrein waren ontspoord en dat de eerste twee rijtuigen in brand vlogen en "bijna volledig vernield" waren. Vanwege de duisternis ten tijde van het ongeval en het gebrek aan tijd voor de machinisten om op het ongeval te reageren, werd geschat dat de passagierstrein met snelheden tussen 140 en 160 km/h reed.
Passagiers konden naar verluidt de trein verlaten door ramen die ofwel bij de crash waren gebroken ofwel door passagiers. Velen raakten in paniek vanwege de chaotische scène van de crash, waarbij sommigen vastzaten in rijtuigen die minstens 45 graden waren gekanteld.
Talrijke treinwagons vlogen in brand na de botsing, en 17 voertuigen en 150 brandweerlieden waren bezig de vlammen te blussen. Ondertussen werden reddingspogingen ondernomen met de hulp van 40 ambulances en meer dan 30 politieagenten ter plaatse. Het wrak was zo ernstig dat kraanwagens werden gebruikt om voertuigen te bevrijden. Het Helleense leger werd opgeroepen om te helpen. Zo'n 250 overlevende passagiers, onder wie een aantal met lichte verwondingen, werden per bus geëvacueerd van de plaats van het ongeluk naar Thessaloniki.

## Slachtoffers
Zevenenvijftig mensen werden gedood en 85 anderen raakten gewond, van wie 25 ernstig. Van de gewonden werden er 66 in het ziekenhuis opgenomen, waarvan zes op intensive care. De identificatie van sommige slachtoffers was een uitdaging vanwege de hoge temperaturen die opliepen tot 1.300 °C in het eerste rijtuig.

## Nasleep
De Griekse regering heeft na de crash een spoedvergadering belegd en minister van Volksgezondheid Thanos Plevris bezocht de plaats. President Katerina Sakellaropoulou brak haar bezoek aan Moldavië af om steun te bieden aan de slachtoffers. Minister van Transport Kostas Achilleas Karamanlis nam ontslag na het treinongeluk en verklaarde op de plaats van het ongeval dat het zijn verantwoordelijkheid was om dit te doen "als een fundamentele blijk van respect voor de nagedachtenis van de mensen die zo oneerlijk stierven". De stationschef werd gearresteerd op verdenking van doodslag. Hij legde echter een verklaring af waarin hij beweerde dat het wrak niet zijn schuld was, maar het gevolg was van een storing in de apparatuur.

## Onderzoek
Na de crash werden twee spoorwegbeambten ondervraagd door de politie. Een van hen, een stationschef, werd gearresteerd en beschuldigd van het veroorzaken van dood en letsel door nalatigheid. De stationmanager van Larissa beweerde dat de overgang van de opwaartse lijn (noordelijke richting) naar de neerwaartse lijn (zuidelijke richting) niet functioneerde en dat de passagierstrein op de opwaartse lijn had moeten blijven om de goederentrein te vermijden. Ook beweerde hij de trein door een rood sein te hebben laten gaan. Seinproblemen zijn niet ongewoon in Griekenland.

## Reacties
Na het treinongeluk kondigde de Griekse regering een driedaagse rouwperiode af, waarin alle vlaggen halfstok hingen en feestelijke evenementen werden uitgesteld. De arbeidersvakbond STASY schortte de geplande stakingsactie in de metro van Athene op uit respect voor de slachtoffers. De voorzitter van de Griekse machinistenvakbond verklaarde dat het ongeval "had kunnen worden voorkomen als de veiligheidssystemen werkten". Ook voor het gebouw van de Europese Commissie in Brussel werden de vlaggen de ochtend na het ongeval halfstok gestreken.
Verschillende wereldleiders betuigden hun condoleances aan de families van de slachtoffers, waaronder de Franse minister van Buitenlandse Zaken Catherine Colonna, voorzitter van de Europese Commissie Ursula von der Leyen, voorzitter van de Europese Raad Charles Michel, en de Franse president Emmanuel Macron, die schreef op Twitter, "Frankrijk staat naast de Grieken". De staatsmedia van de Volksrepubliek China meldden dat president Xi Jinping een condoleancebrief had gestuurd aan president Sakellaropoulou. Het Turkse ministerie van Buitenlandse Zaken bracht ook een verklaring uit waarin het zijn condoleances betuigde en een spoedig herstel wenste aan de gewonden bij het incident.
In de nasleep van de ramp werden er herdenkingen gehouden. Daarnaast waren er in de eerste week na de ramp boze protesten en rellen in Thessaloniki, Larissa en Athene, onder meer bij het parlementsgebouw. Premier Mitsokatis bood vijf dagen na het treinongeval via sociale media zijn excuses aan voor de gemaakte fouten die tot de ramp hadden geleid.